# 하슬라중학교
하슬라중학교(하슬라中學校)는 대한민국 강원특별자치도 강릉시 포남동에 있는 공립 중학교이다.

## 학교 연혁
- 1980년 11월 28일 : 경포여자중학교 설립 인가
- 1981년 3월 5일 : 입학식 거행(6학급)
- 1981년 10월 2일 : 신축교사 이전, 개교식 거행
- 2016년 3월 1일 : 하슬라중학교로 교명 변경(26학급 편성)
- 2019년 3월 4일 : 제15대 정명화 교장 취임
- 2020년 12월 24일 : <교육환경 개선 3개년 프로젝트> 완료 기념 보고회 및 기념석 제막식
- 2023년 9월 1일 : 제16대 정영곤 교장 취임
- 2025년 1월 6일 : 2024학년도 제42회 졸업식 (251명 졸업, 누계 15,390명)
- 2025년 3월 4일 : 2025학년도 입학식 (165명 입학)

## 참고 자료
- 하슬라중학교 - 한국교육학술정보원 학교알리미